# Teorema da curva de Jordan
Em topologia, o teorema da curva de Jordan afirma que uma curva fechada simples no plano divide-o em duas partes, ou seja, que o complementar da curva tem duas componentes conexas, uma das quais é limitada a outra ilimitada. Este teorema deve o seu nome a Camille Jordan, mas a primeira demonstração correcta deste resultado deve-se a Oswald Veblen, em 1905.

## Generalizações
- O teorema de Jordan-Brouwer afirma que o complementar da imagem de {\displaystyle S^{n}} em {\displaystyle \mathbb {R} ^{n+1}} por uma aplicação contínua e injectiva tem duas componentes conexas.
- O teorema de Jordan-Schönflies afirma que qualquer curva simples fechada pode ser estendida a um homeomorfismo do plano; este resultado é específico da dimensão 2, sendo que a esfera cornuda de Alexander é um contra-exemplo em dimensão 3.